# 安食定政
安食 定政（あじき さだまさ、生没年不詳）は、戦国時代の武将。通称弥太郎。

## 略歴
織田信長の馬廻衆を務めた。『信長公記』によると永禄3年（1560年）桶狭間の戦いで織田方につき、首級を挙げたという  。